# Noyal-Pontivy
Noyal-Pontivy (bretonisch: Noal-Pondi) ist eine französische Gemeinde mit 3.605 Einwohnern (Stand 1. Januar 2022) im Département Morbihan in der Region Bretagne. Sie gehört zum Gemeindeverband Pontivy Communauté.

## Geographie
Noyal-Pontivy liegt im Norden des Départements Morbihan und gehört zum Pays de Pontivy.
Nachbargemeinden sind Saint-Gérand-Croixanvec im Norden, Gueltas im Osten, Kerfourn im Südosten, Évellys im Südosten und Süden, Saint-Thuriau im Südwesten, Pontivy im Westen sowie Neulliac im Nordwesten.
Der Ort liegt durch seine Nachbarschaft zur Stadt Pontivy nahe an Straßen für den überregionalen Verkehr. Durch den Ort führt die D2 von Rohan nach Pontivy. Die wichtigste Straßenverbindung ist die D700/D768 (ehemals RN 168), die sieben Kilometer westlich der Gemeinde vorbeiführt.
Die bedeutendsten Gewässer sind der Canal de Nantes à Brest, der Fluss Belle Chère und die Bäche Saint-Niel, Mengoët und Guern. Diese bilden streckenweise auch die Gemeindegrenze.

## Geschichte
Die Gemeinde gehört historisch zur bretonischen Region Bro Gwened (frz. Vannetais) und innerhalb dieser Region zum Gebiet Bro Pondi (frz. Pays de Pontivy) und teilt dessen Geschichte. Sie war von 1793 bis zu dessen Auflösung 1801 Hauptort des Kantons Noyal. Seitdem ist der Ort dem Kanton Pontivy zugeteilt. Im heutigen Umfang entstand Noyal-Pontivy im Jahr 1839 durch eine Aufteilung der damaligen Gemeinde Noyal-Pontivy in die fünf Gemeinden Noyal-Pontivy, Gueltas,  Kerfourn, Saint-Gérand und Saint-Thuriau.

## Bevölkerungsentwicklung
| Jahr      | 1962 | 1968 | 1975 | 1982 | 1990 | 1999 | 2006 | 2019 |
| Einwohner | 2665 | 2458 | 2731 | 3066 | 3155 | 3285 | 3558 | 3605 |

## Sehenswürdigkeiten
- Kirche Sainte-Noyale aus dem Jahr 1420
- Kapelle Sainte-Noyale (auch Petite Sainte-Noyale genannt) aus dem Jahr 1707
- Kapelle Sainte-Barbe aus dem 16. Jahrhundert in Poulven
- Kapelle Saint-Arnould aus dem Jahr 1842
- Gebetshaus Saint-Jean aus dem Jahr 1424
- Statue von Ankou aus dem 15. Jahrhundert
- Brunnenensemble Les Trois Fontaines aus dem 16. und 17. Jahrhundert
- Herrenhaus von Kerponner aus dem 17. Jahrhundert
- Mehrere Herrenhäuser

Quellen:
|  |  |